# Stanisław Komornicki (général)
Pour les articles homonymes, voir Stanisław Komornicki.
Stanisław Komornicki, nom de guerre « Nałęcz », né le 26 juillet 1924 à Varsovie dans une famille de la noblesse polonaise, mort le 10 avril 2010  à Smolensk (Russie) dans l'accident de l'avion présidentiel polonais, est un général de l'armée polonaise, membre pendant la guerre de l'Armia Krajowa, puis de la Première Armée polonaise de l'Armée polonaise de l'est, historien militaire et auteur de mémoires.

### Ouvrages du général Stanisław Komornicki
- Wojsko Polskie. Krótki informator historyczny o Wojsku Polskim w latach II wojny światowej, tom 1, Regularne jednostki ludowego Wojska Polskiego. Formowanie, działania bojowe, organizacja, uzbrojenie, metryki jednostek piechoty, Wydawnictwo Ministerstwa Obrony Narodowej, wyd. I, Varsovie 1962, éd. II, Varsovie 1968,
- Na barykadach Warszawy (préface de Zbigniew Załuski (pl) ; Wydawnictwo Ministerstwa Obrony Narodowej 1964 (2 éditions), éd. 5: 1973, 1981,  (ISBN 83-11-06658-2); réédité sous le titre : Na barykadach Warszawy. Pamiętnik podchorążego "Nałęcza": Oficyna Wydawnicza "Rytm" 2003,  (ISBN 83-7399-005-4))
- 63 dni (Wydawnictwo Ministerstwa Obrony Narodowej 1965; collection : "Biblioteka Żółtego Tygrysa")
- "Z" jak Zitadelle. Polacy w szturmie Berlina (Wydawnictwo Ministerstwa Obrony Narodowej 1967; version française : Les Polonais a l'assaut de Berlin; trad. Danuta Widomska, ilustr. Tadeusz Słupski; Association des combattants pour la liberté et la démocratie, Institut historique militaire; Éditions du ministère de la Défense nationale 1967)
- Kołobrzeg: marzec 1945 (Wydawnictwo Ministerstwa Obrony Narodowej 1970, collection : "Żołnierski Los i Bitewne Drogi – Ludowej Ojczyźnie", nr 13; Wydawnictwo Ministerstwa Obrony Narodowej 1973, collection : "Bitwy, Kampanie, Dowódcy", nr 10)
- Polacy w szturmie Berlina 1945 (Wydawnictwo Ministerstwa Obrony Narodowej 1971; collection : "Bitwy, Kampanie, Dowódcy.")
- Trzy pióra i inne opowiadania (Państwowy Instytut Wydawniczy (pl) 1978)
- Berlin – 1945 (Rada Ochrony Pomników Walki i Męczeństwa – Sport i Turystyka 1979,  (ISBN 83-217-2217-2))
- Wojsko Polskie. Krótki informator historyczny o Wojsku Polskim w latach II wojny światowej, tome 3, Regularne jednostki ludowego Wojska Polskiego. Formowanie, działania bojowe, organizacja, uzbrojenie, metryki jednostek kawalerii, wojsk pancernych i zmotoryzowanych, Wydawnictwo Ministerstwa Obrony Narodowej, Varsovie  1987,
- Wojsko Polskie 1939-1945: barwa i broń (en collab.; dess. Adam Jońca ; Interpress 1984,  (ISBN 83-223-2055-8); 1990,  (ISBN 83-223-2550-9))
- W pułapce losu. Pamiętnik podchorążego Nałęcza ciąg dalszy (Oficyna Wydawnicza "Rytm" 2003,  (ISBN 83-7399-010-0))